# Club Atlético River Plate de Embarcación
El Club Atlético River Plate de Embarcación es un club de fútbol perteneciente a la Ciudad de Embarcación, de la Provincia de Salta. Fue fundado el 25 de mayo de 1939, y pertenece a la Liga Regional de Fútbol del Bermejo. A principios de los 90's, el club participó en el antiguo Torneo del Interior, que en aquel momento era la Tercera División. En 1991 llegó hasta la Segunda Ronda. Estaba obteniendo la clasificación a Fase Final hasta la última fecha, en la cual pierde y es eliminado por Juventud Antoniana. En 1993 finaliza segundo del Grupo C, y es eliminado nuevamente en la Segunda Ronda.
Participó en el Torneo Argentino C de 2007, 2009, 2010, 2011, 2012, y 2014; con buenos resultados.
En 2012 realiza una gran campaña, cayendo en la final ante Sportivo Rivadavia de Venado Tuerto. Su destacada actuación posteriormente le permitió ascender por mérito deportivo, al expandirse la cantidad de equipos participantes. 
Participó en la Copa Argentina 2012/13, donde ganó la primera ronda frente a Monterrico San Vicente y quedó eliminado frente a Altos Hornos Zapla por penales.
Inauguró su estadio el 3 de febrero de 2013 disputando el Torneo Argentino B en un encuentro donde venció a Unión Aconquija por 2 a 0 frente a 2500 espectadores.
Anteriormente solía jugar sus encuentros como local en el Estadio de Sportivo Embarcación l, el cual posee un aforo para 1500 personas.

## Participación en Torneos Nacionales
- Torneo del Interior 1991 (Tercera División)
- Torneo del Interior 1993 (Tercera División)
- Torneo Argentino C 2007 (Quinta División)
- Torneo Argentino C 2009 (Quinta División)
- Torneo Argentino C 2010 (Quinta División)
- Torneo Argentino C 2011 (Quinta División)
- Torneo Argentino C 2012 (Quinta División)
- Torneo Argentino B 2012/13 (Cuarta División)
- Torneo Argentino C 2014 (Quinta División)
- Torneo Federal C 2017 (Quinta División)
- Torneo Federal C 2018 (Quinta División)
- Torneo Regional Federal 2019 (Cuarta División)

## Clásico
El clásico de River de Embarcación es el Club Sportivo Embarcación. La rivalidad surge por varios motivos, entre ellos los colores de las instituciones. Representan a los dos equipos más grandes del país, ya que los de River de Embarcación son como los de River Plate de Buenos Aires, y los de Sportivo Embarcación son como los de Boca Juniors.

## Copa Argentina 2012/13
En la Fase Preliminar, participaron los 100 equipos del Torneo Argentino B. Entre el 23 y el 30 de octubre se eliminaron en un solo partido, y de allí salieron 50 equipos ganadores, que pasaron a la Tercera eliminatoria. En la Cuarta Fase, se integran los equipos pertenecientes al Torneo Argentino A, y el vencedor clasifica a la Fase Final del torneo.
En su primera presentación igualó 1 a 1 con Monterrico San Vicente al cual venció 4 - 3 desde los 12 pasos. En su segunda presentación igualó 2 a 2 con Altos Hornos Zapla, cayendo derrotado 5 - 3 en la definición de los 12 pasos.
|  | Fase Preliminar        | Fase Preliminar        | Fase Preliminar     |                   |                    | Tercera Eliminatoria | Tercera Eliminatoria | Tercera Eliminatoria |  |                    | Cuarta Eliminatoria | Cuarta Eliminatoria | Cuarta Eliminatoria |  |
|  | 23 al 30 de octubre    | 23 al 30 de octubre    | 23 al 30 de octubre |                   |                    | 14 de noviembre      | 14 de noviembre      | 14 de noviembre      |  |                    | 21 de noviembre     | 21 de noviembre     | 21 de noviembre     |  |
|  |                        |                        |                     |                   |                    |                      |                      |                      |  |                    |                     |                     |                     |  |
|  |                        |                        |                     |                   |                    |                      |                      |                      |  |                    |                     |                     |                     |  |
|  | Altos Hornos Zapla     | Altos Hornos Zapla     | 1                   |                   |                    |                      |                      |                      |  |                    |                     |                     |                     |  |
|  | Altos Hornos Zapla     | Altos Hornos Zapla     | 1                   |                   |                    |                      |                      |                      |  |                    |                     |                     |                     |  |
|  | Talleres (Perico)      | Talleres (Perico)      | 0                   |                   |                    |                      |                      |                      |  |                    |                     |                     |                     |  |
|  | Talleres (Perico)      | Talleres (Perico)      | 0                   |                   | Altos Hornos Zapla | Altos Hornos Zapla   | 2 (3)                |                      |  |                    |                     |                     |                     |  |
|  |                        |                        |                     |                   | Altos Hornos Zapla | Altos Hornos Zapla   | 2 (3)                |                      |  |                    |                     |                     |                     |  |
|  |                        |                        | River Embarcación   | River Embarcación | 2 (3)              |                      |                      |                      |  |                    |                     |                     |                     |  |
|  | Monterrico San Vicente | Monterrico San Vicente | River Embarcación   | River Embarcación | 2 (3)              | 1 (3)                |                      |                      |  |                    |                     |                     |                     |  |
|  | Monterrico San Vicente | Monterrico San Vicente |                     |                   |                    |                      |                      |                      |  |                    |                     |                     |                     |  |
|  | River Embarcacion      | River Embarcacion      | 1 (4)               |                   |                    |                      |                      |                      |  |                    |                     |                     |                     |  |
|  | River Embarcacion      | River Embarcacion      | 1 (4)               |                   |                    |                      |                      |                      |  | Altos Hornos Zapla | Altos Hornos Zapla  | 2                   |                     |  |
|  |                        |                        |                     |                   |                    |                      |                      |                      |  | Altos Hornos Zapla | Altos Hornos Zapla  | 2                   |                     |  |
|  |                        |                        | Central Norte       | Central Norte     | 3                  |                      |                      |                      |  |                    |                     |                     |                     |  |
|  |                        |                        | Central Norte       | Central Norte     | 3                  |                      |                      |                      |  |                    |                     |                     |                     |  |
|  |                        |                        |                     |                   |                    |                      |                      |                      |  |                    |                     |                     |                     |  |
|  |                        |                        |                     |                   |                    |                      |                      |                      |  |                    |                     |                     |                     |  |
|  |                        |                        |                     |                   |                    |                      |                      |                      |  |                    |                     |                     |                     |  |
|  |                        |                        |                     |                   |                    |                      |                      |                      |  |                    |                     |                     |                     |  |
|  |                        |                        |                     |                   |                    |                      |                      |                      |  |                    |                     |                     |                     |  |
|  |                        |                        |                     |                   |                    |                      |                      |                      |  |                    |                     |                     |                     |  |
|  |                        |                        |                     |                   |                    |                      |                      |                      |  |                    |                     |                     |                     |  |
|  |                        |                        |                     |                   |                    |                      |                      |                      |  |                    |                     |                     |                     |  |
|  |                        |                        |                     |                   |                    |                      |                      |                      |  |                    |                     |                     |                     |  |
|  |                        |                        |                     |                   |                    |                      |                      |                      |  |                    |                     |                     |                     |  |

## Federal C 2018
Región Norte: Zona 5
| Pos. | Equipo                       | Pts. | PJ | PG | PE | PP | GF | GC | Dif. |
| ---- | ---------------------------- | ---- | -- | -- | -- | -- | -- | -- | ---- |
| 01.º | River Plate (Embarcación)    | 13   | 6  | 4  | 1  | 1  | 8  | 15 | −7   |
| 02.º | Gimnasia y Tiro (Orán)       | 13   | 6  | 4  | 1  | 1  | 4  | 18 | −14  |
| 03.º | Belgrano (General Mosconi)   | 4    | 6  | 1  | 1  | 4  | 15 | 16 | −1   |
| 04.º | Newell's Old Boys (Tartagal) | 4    | 6  | 1  | 1  | 4  | 16 | 34 | −18  |

Playoffs
|  | Primera Fase             | Primera Fase                     | Primera Fase                     | Primera Fase                 |   |                          | Segunda Fase             | Segunda Fase           | Segunda Fase           | Segunda Fase |       |  | Tercera fase | Tercera fase         | Tercera fase         | Tercera fase |   |  | Cuarta Fase | Cuarta Fase | Cuarta Fase | Cuarta Fase |  |
|  |                          |                                  |                                  |                              |   |                          |                          |                        |                        |              |       |  |              |                      |                      |              |   |  |             |             |             |             |  |
|  |                          |                                  |                                  |                              |   |                          |                          |                        |                        |              |       |  |              |                      |                      |              |   |  |             |             |             |             |  |
|  | Río Grande (La Mendieta) | Río Grande (La Mendieta)         | 1                                | 3                            |   |                          |                          |                        |                        |              |       |  |              |                      |                      |              |   |  |             |             |             |             |  |
|  | Río Grande (La Mendieta) | Río Grande (La Mendieta)         | 1                                | 3                            |   |                          |                          |                        |                        |              |       |  |              |                      |                      |              |   |  |             |             |             |             |  |
|  | Santa Clara (La Quiaca)  | Santa Clara (La Quiaca)          | 0                                | 0                            |   |                          |                          |                        |                        |              |       |  |              |                      |                      |              |   |  |             |             |             |             |  |
|  | Santa Clara (La Quiaca)  | Santa Clara (La Quiaca)          | 0                                | 0                            |   | Río Grande (La Mendieta) | Río Grande (La Mendieta) | 1                      | 2                      |              |       |  |              |                      |                      |              |   |  |             |             |             |             |  |
|  |                          |                                  |                                  |                              |   | Río Grande (La Mendieta) | Río Grande (La Mendieta) | 1                      | 2                      |              |       |  |              |                      |                      |              |   |  |             |             |             |             |  |
|  |                          |                                  | Atlético San Pedro               | Atlético San Pedro           | 1 | 0                        |                          |                        |                        |              |       |  |              |                      |                      |              |   |  |             |             |             |             |  |
|  |                          |                                  | Atlético San Pedro               | Atlético San Pedro           | 1 | 0                        |                          |                        |                        |              |       |  |              |                      |                      |              |   |  |             |             |             |             |  |
|  |                          |                                  |                                  |                              |   |                          |                          |                        |                        |              |       |  |              |                      |                      |              |   |  |             |             |             |             |  |
|  |                          |                                  |                                  |                              |   |                          |                          |                        |                        |              |       |  |              |                      |                      |              |   |  |             |             |             |             |  |
|  |                          |                                  |                                  |                              |   |                          |                          | Racing (Ojo de Agua)   | Racing (Ojo de Agua)   | 3            | 1 (5) |  |              |                      |                      |              |   |  |             |             |             |             |  |
|  |                          |                                  |                                  |                              |   |                          |                          |                        |                        |              | 1 (5) |  |              |                      |                      |              |   |  |             |             |             |             |  |
|  |                          |                                  | Río Grande (La Mendieta)         | Río Grande (La Mendieta)     | 2 | 2 (4)                    |                          |                        |                        |              |       |  |              |                      |                      |              |   |  |             |             |             |             |  |
|  | Atlético Argentino       | Atlético Argentino               | Río Grande (La Mendieta)         | Río Grande (La Mendieta)     | 2 | 2 (4)                    | 2                        | 1                      |                        |              |       |  |              |                      |                      |              |   |  |             |             |             |             |  |
|  | Atlético Argentino       | Atlético Argentino               |                                  |                              |   |                          |                          |                        |                        |              |       |  |              |                      |                      |              |   |  |             |             |             |             |  |
|  | Cultural Pampa Blanca    | Cultural Pampa Blanca            | 2                                | 5                            |   |                          |                          |                        |                        |              |       |  |              |                      |                      |              |   |  |             |             |             |             |  |
|  | Cultural Pampa Blanca    | Cultural Pampa Blanca            | 2                                | 5                            |   | Cultural Pampa Blanca    | Cultural Pampa Blanca    | 2                      | 0                      |              |       |  |              |                      |                      |              |   |  |             |             |             |             |  |
|  |                          |                                  |                                  |                              |   | Cultural Pampa Blanca    | Cultural Pampa Blanca    | 2                      | 0                      |              |       |  |              |                      |                      |              |   |  |             |             |             |             |  |
|  |                          |                                  | Racing (Ojo de Agua)             | Racing (Ojo de Agua)         | 2 | 1                        |                          |                        |                        |              |       |  |              |                      |                      |              |   |  |             |             |             |             |  |
|  |                          |                                  | Racing (Ojo de Agua)             | Racing (Ojo de Agua)         | 2 | 1                        |                          |                        |                        |              |       |  |              |                      |                      |              |   |  |             |             |             |             |  |
|  |                          |                                  |                                  |                              |   |                          |                          |                        |                        |              |       |  |              |                      |                      |              |   |  |             |             |             |             |  |
|  |                          |                                  |                                  |                              |   |                          |                          |                        |                        |              |       |  |              |                      |                      |              |   |  |             |             |             |             |  |
|  |                          |                                  |                                  |                              |   |                          |                          |                        |                        |              |       |  |              | Racing (Ojo de Agua) | Racing (Ojo de Agua) | 0            | 1 |  |             |             |             |             |  |
|  |                          |                                  |                                  |                              |   |                          |                          |                        |                        |              |       |  |              |                      |                      |              | 1 |  |             |             |             |             |  |
|  |                          |                                  | River Plate (Embarcación)        | River Plate (Embarcación)    | 4 | 7                        |                          |                        |                        |              |       |  |              |                      |                      |              |   |  |             |             |             |             |  |
|  |                          |                                  | River Plate (Embarcación)        | River Plate (Embarcación)    | 4 | 7                        |                          |                        |                        |              |       |  |              |                      |                      |              |   |  |             |             |             |             |  |
|  |                          |                                  |                                  |                              |   |                          |                          |                        |                        |              |       |  |              |                      |                      |              |   |  |             |             |             |             |  |
|  |                          |                                  |                                  |                              |   |                          |                          |                        |                        |              |       |  |              |                      |                      |              |   |  |             |             |             |             |  |
|  |                          | River Plate (Embarcación)        | River Plate (Embarcación)        | 0                            | 1 |                          |                          |                        |                        |              |       |  |              |                      |                      |              |   |  |             |             |             |             |  |
|  |                          |                                  |                                  |                              | 1 |                          |                          |                        |                        |              |       |  |              |                      |                      |              |   |  |             |             |             |             |  |
|  |                          |                                  | Defensores de Fraile Pintado     | Defensores de Fraile Pintado | 0 | 0                        |                          |                        |                        |              |       |  |              |                      |                      |              |   |  |             |             |             |             |  |
|  |                          |                                  | Defensores de Fraile Pintado     | Defensores de Fraile Pintado | 0 | 0                        |                          |                        |                        |              |       |  |              |                      |                      |              |   |  |             |             |             |             |  |
|  |                          |                                  |                                  |                              |   |                          |                          |                        |                        |              |       |  |              |                      |                      |              |   |  |             |             |             |             |  |
|  |                          |                                  |                                  |                              |   |                          |                          |                        |                        |              |       |  |              |                      |                      |              |   |  |             |             |             |             |  |
|  |                          |                                  |                                  |                              |   |                          |                          | Gimnasia y Tiro (Orán) | Gimnasia y Tiro (Orán) | 0            | 0     |  |              |                      |                      |              |   |  |             |             |             |             |  |
|  |                          |                                  |                                  |                              |   |                          |                          |                        |                        |              | 0     |  |              |                      |                      |              |   |  |             |             |             |             |  |
|  |                          |                                  | River Plate (Embarcación)        | River Plate (Embarcación)    | 1 | 2                        |                          |                        |                        |              |       |  |              |                      |                      |              |   |  |             |             |             |             |  |
|  |                          |                                  | River Plate (Embarcación)        | River Plate (Embarcación)    | 1 | 2                        |                          |                        |                        |              |       |  |              |                      |                      |              |   |  |             |             |             |             |  |
|  |                          |                                  |                                  |                              |   |                          |                          |                        |                        |              |       |  |              |                      |                      |              |   |  |             |             |             |             |  |
|  |                          |                                  |                                  |                              |   |                          |                          |                        |                        |              |       |  |              |                      |                      |              |   |  |             |             |             |             |  |
|  |                          | El Constructor (Lib. San Martín) | El Constructor (Lib. San Martín) | 2                            | 0 |                          |                          |                        |                        |              |       |  |              |                      |                      |              |   |  |             |             |             |             |  |
|  |                          |                                  |                                  |                              | 0 |                          |                          |                        |                        |              |       |  |              |                      |                      |              |   |  |             |             |             |             |  |
|  |                          |                                  | Gimnasia y Tiro (Orán)           | Gimnasia y Tiro (Orán)       | 2 | 3                        |                          |                        |                        |              |       |  |              |                      |                      |              |   |  |             |             |             |             |  |
|  |                          |                                  | Gimnasia y Tiro (Orán)           | Gimnasia y Tiro (Orán)       | 2 | 3                        |                          |                        |                        |              |       |  |              |                      |                      |              |   |  |             |             |             |             |  |
|  |                          |                                  |                                  |                              |   |                          |                          |                        |                        |              |       |  |              |                      |                      |              |   |  |             |             |             |             |  |
|  |                          |                                  |                                  |                              |   |                          |                          |                        |                        |              |       |  |              |                      |                      |              |   |  |             |             |             |             |  |
|  |                          |                                  |                                  |                              |   |                          |                          |                        |                        |              |       |  |              |                      |                      |              |   |  |             |             |             |             |  |
|  |                          |                                  |                                  |                              |   |                          |                          |                        |                        |              |       |  |              |                      |                      |              |   |  |             |             |             |             |  |

| Campeón C.A. River Plate de Embarcación |

## Palmarés
| Torneos Locales                      | Torneos Locales | Torneos Locales |
| Competición                          | Campeón | Subcampeón      |
| ------------------------------------ | --- | --------------- |
| Liga Embarcacionense (10)            | 1956, 1960, 1962, 1964, 1966, 1971, 1972, 1973, 1974, 1982. |                 |
| Liga Regional del Bermejo (11)       | Anual 1989, Anual 1991, Apertura 2008, Apertura 2009, Anual 2011, Apertura 2012, Apertura 2016, Clausura 2016, Unificación 2016, Clausura 2017, Unificación 2017 |                 |
| Torneos Nacionales                   | |                 |
| Competición                          | Campeón | Subcampeón      |
| Torneo Argentino C / Federal C (1/1) | 2018 | 2012            |